# Prinz (cràter)

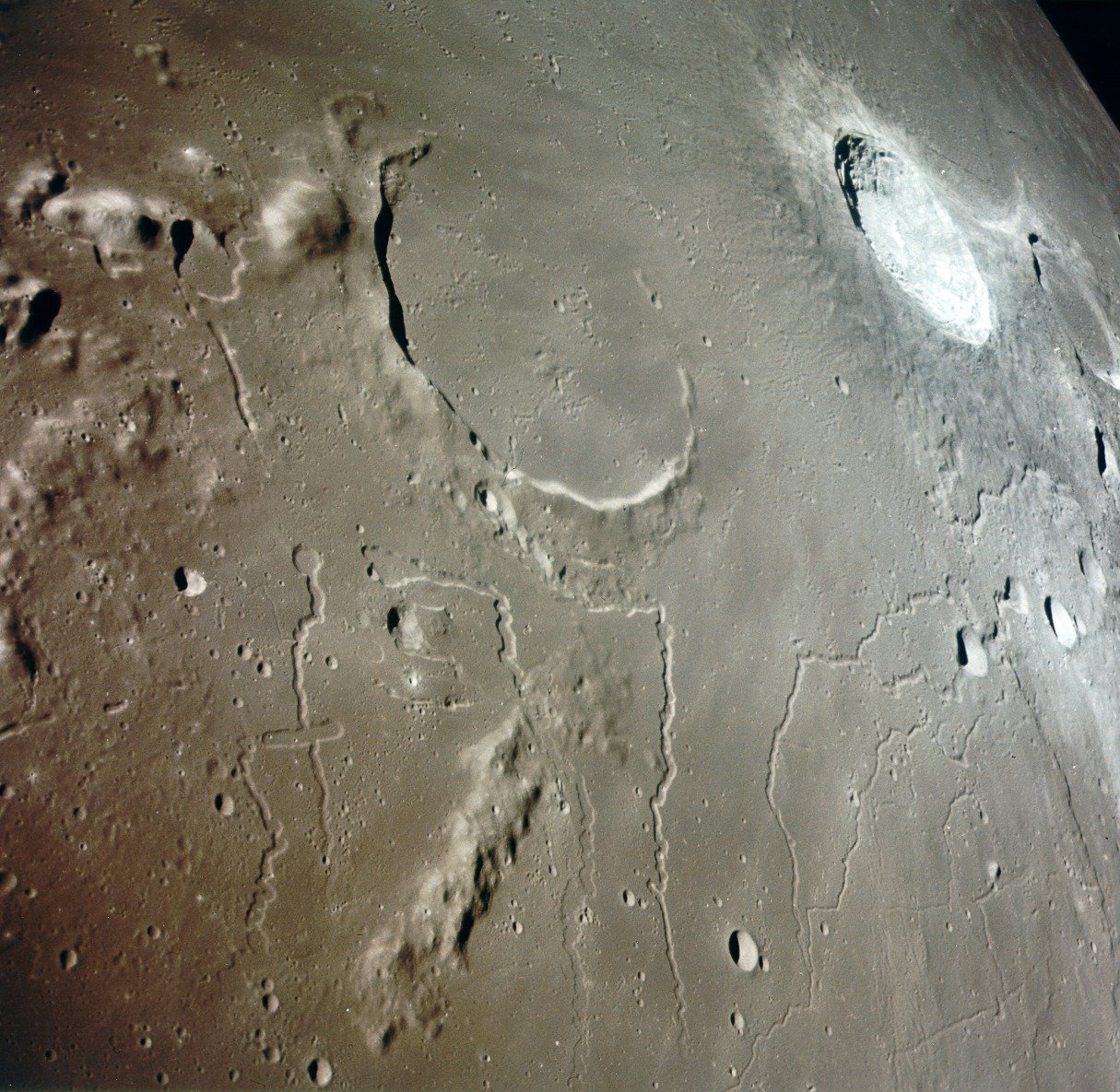
Vista al sud-oest dels cràters Prinz (part superior central) i Aristarc (superior dreta) de l'Apollo 15.

Prinz són les restes inundades de lava d'un cràter lunar a l'Oceanus Procellarum. La formació es troba al sud-oest del prominent cràter Aristarc. Al nord-est hi ha el cràter inundat Krieger.
La vora de Prinz és el més intacte en la seva meitat nord-est, mentre que hi ha una gran bretxa en l'extrem sud de la paret del cràter. La vora s'eleva a una alçada màxima d'1,0 km per sobre de la base.
Es fixa al llarg de la vora oriental per una cresta baixa que és part dels contraforts de la petita extensió dels Montes Harbinger al nord-est. La regió mare Prinz està marcat per un sistema de marques radials i cràters secundaris d'Aristarc.

## Rimae Prinz
Just al nord de Prinz hi ha un sistema d'esquerdes (rimes) designades com a Rimae Prinz. Són de naturalesa sinuosa i s'estenen fins a 80 quilòmetres. El petit cràter Vera està a només un parell de quilòmetres al nord de la vora de Prinz, i serveix com l'origen d'un d'aquestes esquerdes. Dins el mateix complex de d'esquerdes hi ha el petit cràter Ivan. El cràter Vera va ser prèviament identificat com a Prinz A, i Ivan com a Prinz B, abans que se'ls assignés un nom per la UAI
| Cràter | Longitud | Latitud | Diàmetre | Nom font         |
| ------ | -------- | ------- | -------- | ---------------- |
| Ivan   | 26.9° N  | 43.3°   | 4 km     | Nom masculí rus  |
| Vera   | 26.3° N  | 43.7°   | 2 km     | Nom femení llatí |

Al nord-oest hi ha un altre sistema diferent anomenat Rimae Aristarchus.